# Дуралы, Теоман
Теоман Дуралы (тур. Teoman Duralı, 7 февраля 1947 — 6 декабря 2021) — турецкий философ

.

## Биография
Родился 7 февраля 1947 года в иле Зонгулдак в семье немки и турка. Учился в сельской школе Чаталагзы (тур. Çatalağzı).
В 1954 году отец Дуралы был избран членом Великого национального собрания и семья переехала в Анкару. Там Дуралы стал активно заниматься самообразованием, изучил немецкий, латынь, английский, французский, греческий, русский, малайский и другие языки.
После школы окончил Стамбульский университет, его специализацией была философия биологии. Преподавал в Стамбульском университете, в 1977 году получил степень доктора философии. В 1988 — звание профессора за работу, посвящённую Канту. В 1996 году посетил Казахстан, Кыргызстан, Узбекистан, Таджикистан и Туркменистан.
Умер 6 декабря 2021 года.
Помимо Турции, читал лекции в университетах Вены и Куала-Лумпура. Создал передачу на канале TRT 2.
С ранних лет критиковал западную философию, в поздние годы перешёл к критике турецкой модернизации и западной цивилизации в целом. Считал, что западный капитализм низводит людей до уровня живых существ.
Лауреат Большой премии президента Турецкой Республики в области культуры и искусств.